# Sztutowo
Sztutowo (deutsch Stutthof) ist ein Dorf und Sitz der gleichnamigen Landgemeinde im Powiat Nowodworski der Woiwodschaft Pommern in Polen.

## Geographische Lage
Die Ortschaft liegt im ehemaligen Westpreußen, auf der Frischen Nehrung und an der Weichsel, etwa 35 km östlich von Danzig.

## Geschichte

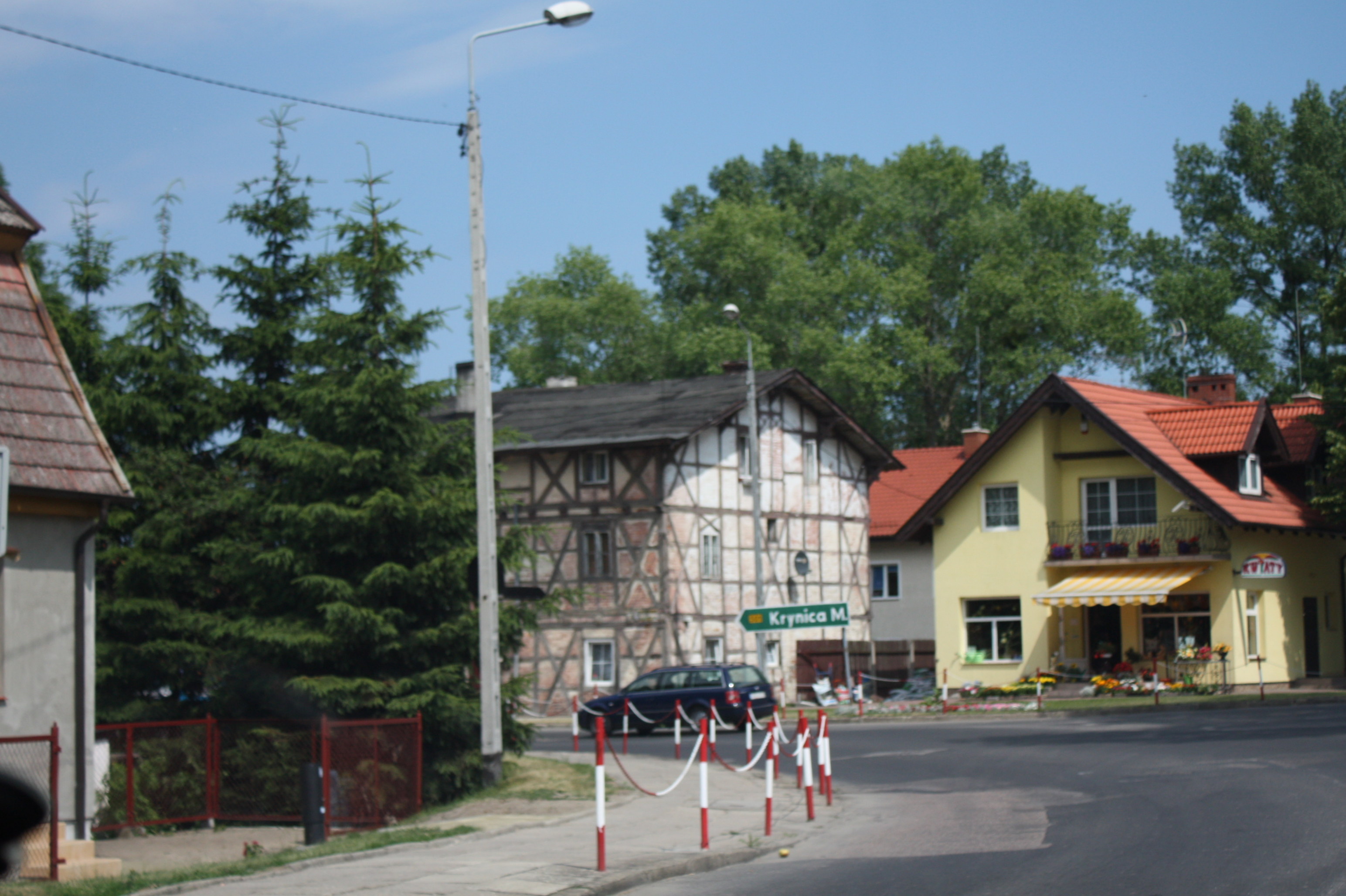
Dorfstraße (2010)

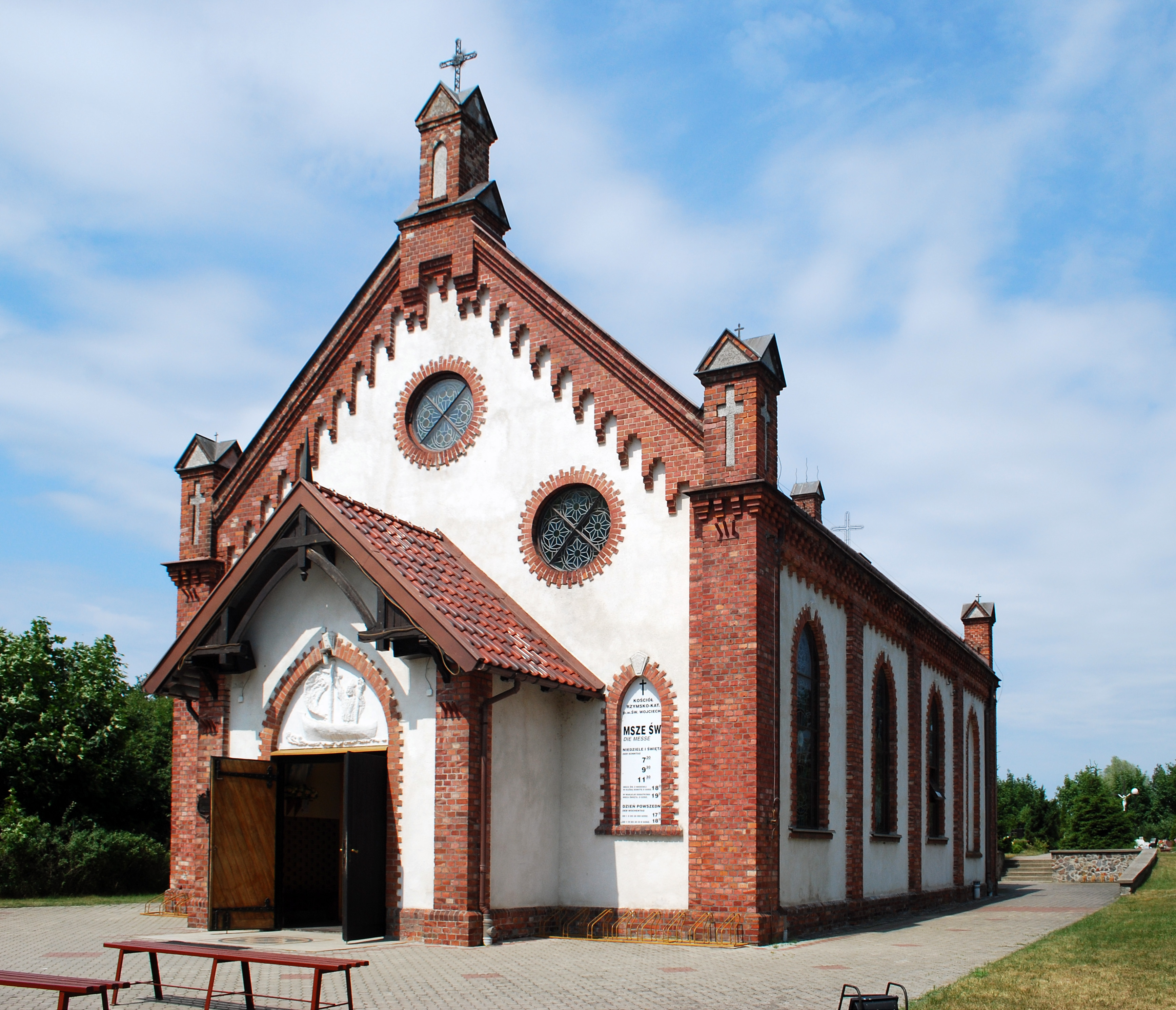
Dorfkirche (2010), bis 1945 Gotteshaus der evangelischen Gemeinde Stutthof

Das Gebiet um Stutthof wurde dem Deutschen Orden im Rahmen eines Friedensvertrags von 1248/49 vom pommerschen Herzog Swantopolk II. dem Großen (vor 1195–1266) übertragen. Im 14. Jahrhundert gründete die Komturei Marienburg hier einen Ordenshof, der ab dem 15. Jahrhundert „Roteshaus“ hieß, sowie ein Fischereiamt und ein Gestüt (1387 erstmals erwähnt). Diese dienten der Versorgung Marienburgs mit Getreide, Holzkohle, Pferden und Fischen. Das Dorf entstand in der Nähe des Ordenshofes und des Dorfgasthauses (ab 1432). Für die Beteiligung am Dreizehnjährigen Krieg gegen den Deutschen Orden auf der Seite Polens versprach der polnische König Kasimir IV. der Jagiellone (1427–1492) der Stadt Danzig, die 1440 dem gegen den Orden opponierenden Preußischen Bund beigetreten war, alle Ordensländereien in der Nähe der Stadt. 1465 fanden in Stutthof Friedensverhandlungen zwischen Polen und dem Deutschen Orden statt. Auf Grundlage des Friedens von Thorn vom 19. Oktober 1466 erhielt Danzig die vom polnischen König versprochenen Gebiete, darunter Stutthof, als Eigentumsortschaften.
Es folgte ein langwierigen Konflikt zwischen Danzig und Elbing wegen der Besitztümer an der Weichselmündung, und erst durch die Entscheidung von König Alexander dem Jagiellonen (1461–1506) 1505 kamen die beiden Städte zu einer Einigung, die 1509 offiziell in Stutthof vollzogen wurde. Elbing erkannte die Anrechte Danzigs auf die genannten Gebiete an und erhielt im Gegenzug Privilegien für Elbinger Kaufleute und Fischer. Dies löste jedoch nicht die Probleme Danzigs hinsichtlich des Besitzrechts von Landgütern. 1505 erhob der ermländische Bischof Lucas Watzenrode (1447–1512) Ansprüche auf die Gebiete an der Elbinger Weichsel. Der Konflikt wurde 1530 beigelegt, indem das Gebiet dem ermländischen Domkapitel für 15.000 Mark abgekauft wurde. Die Stadt Danzig machte den Ordenshof in Stutthof zum Verwaltungssitz.
Im Jahr 1626 fielen die Schweden in Königlich Preußen ein und verwüsteten dabei die Gebiete um Danzig weitgehend. Nach dem Kriegsende 1635 änderte Danzig die Verwaltung seiner Liegenschaften und verpachtete sie nun an Personen, deren Sitz der Hof in Stutthof blieb. Unter den Pächtern waren Johann Schopenhauer (?–1661), der Urgroßvater des Philosophen Arthur Schopenhauer (1788–1860), und danach dessen Großvater mütterlicherseits Christian Heinrich Trosiener (1730–1797). 1793, im Zuge der zweiten Teilung Polen-Litauens, kamen Danzig und seine Liegenschaften von Königlich Preußen an Preußen. Die Gebiete des Frischen Haffs und der Elbinger Weichsel wurden im Nordischen Krieg, im Siebenjährigen Krieg und während der Napoleonischen Kriege, als in Stutthof feindliche Armeen stationiert waren, völlig zerstört.
Im 19. Jahrhundert erlitt Stutthof Schäden durch einen Brand 1804, eine Cholera-Epidemie 1830 und Überflutungen durch die Weichsel in den Jahren 1813, 1844 und 1886–88.
Auf der Frischen Nehrung war Stutthof, mit Zubehör, schon Anfang des 19. Jahrhunderts das größte Dorf. Zum Dorf gehörte eine Reihe von Kämpen. Im Dorf gab es 1818 zwei Windmühlen, zwei Abmahlmühlen mit Pferdeantrieb, einen Krug und eine Hakenbude (Verkaufsbude); das Kämmerei-Vorwerk Stutthof verfügte seinerzeit über eine Windmahlmühle, eine Grützmühle mit Pferdeantrieb, einen Krug, eine Schmiede, eine Bäckerei, eine Spiritusbrennerei und eine Hakenbude.

Orte im Dorf
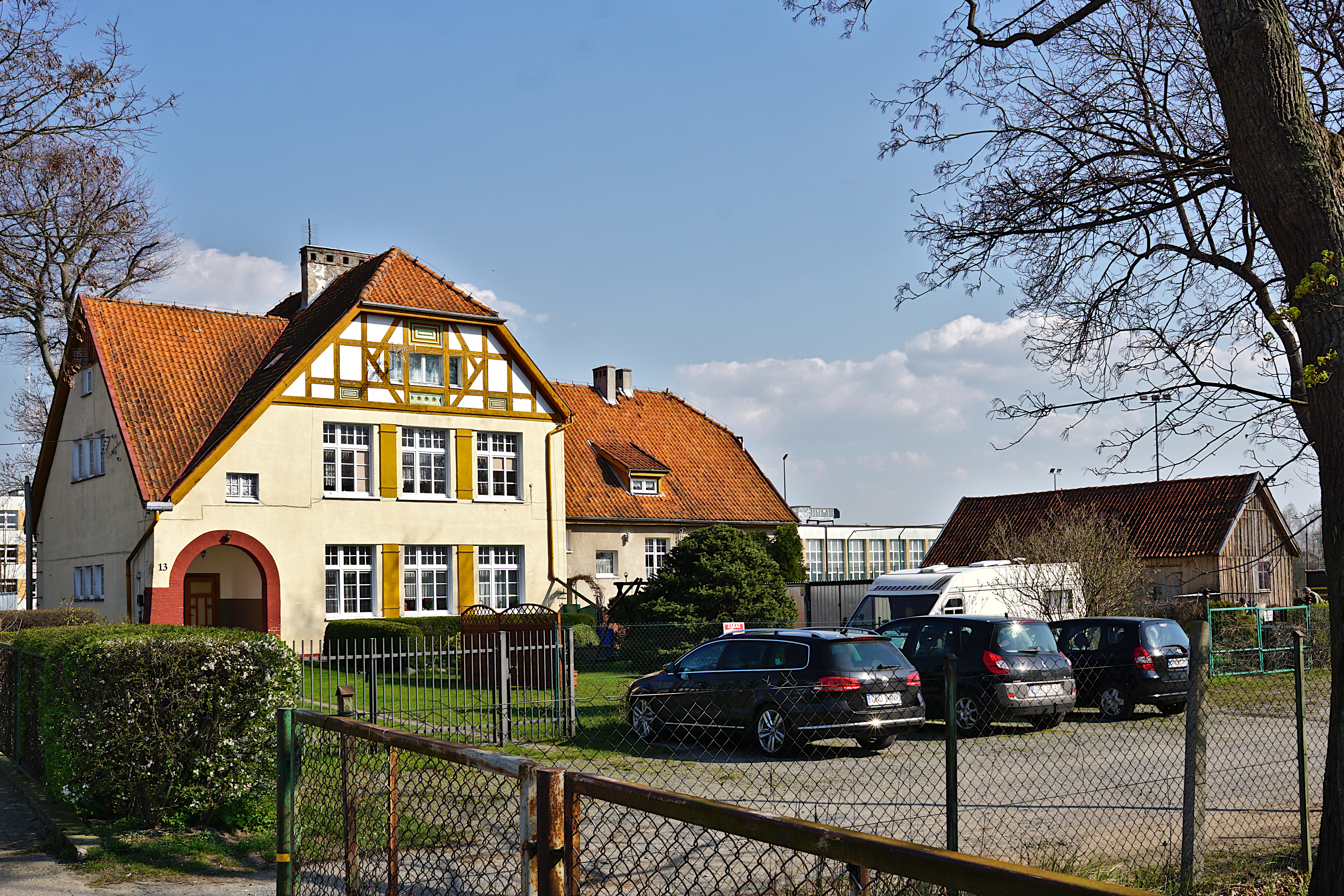
Schulgebäude (2023)
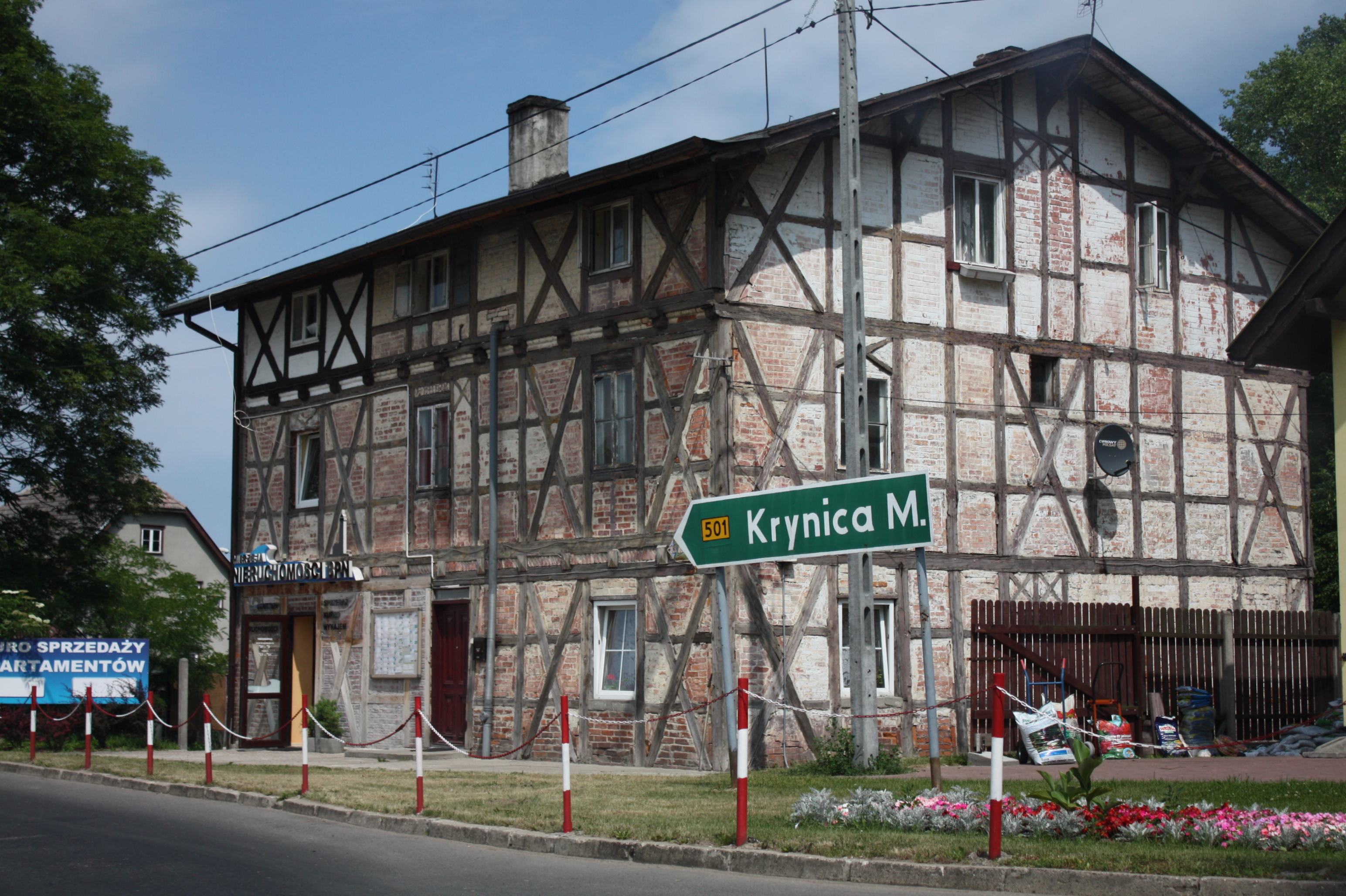
Fachwerkhaus (2010)
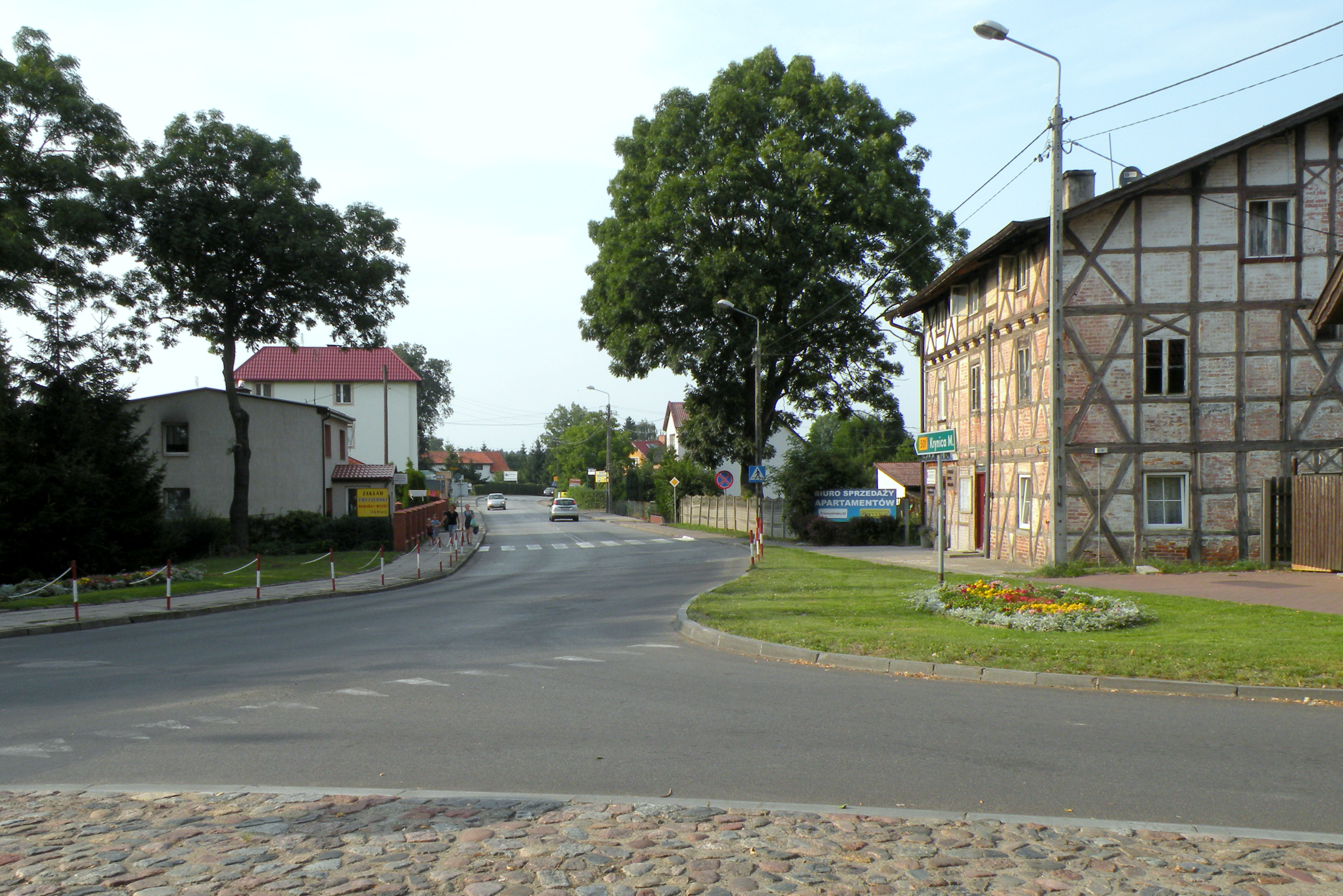
Dorfstraße (2013)
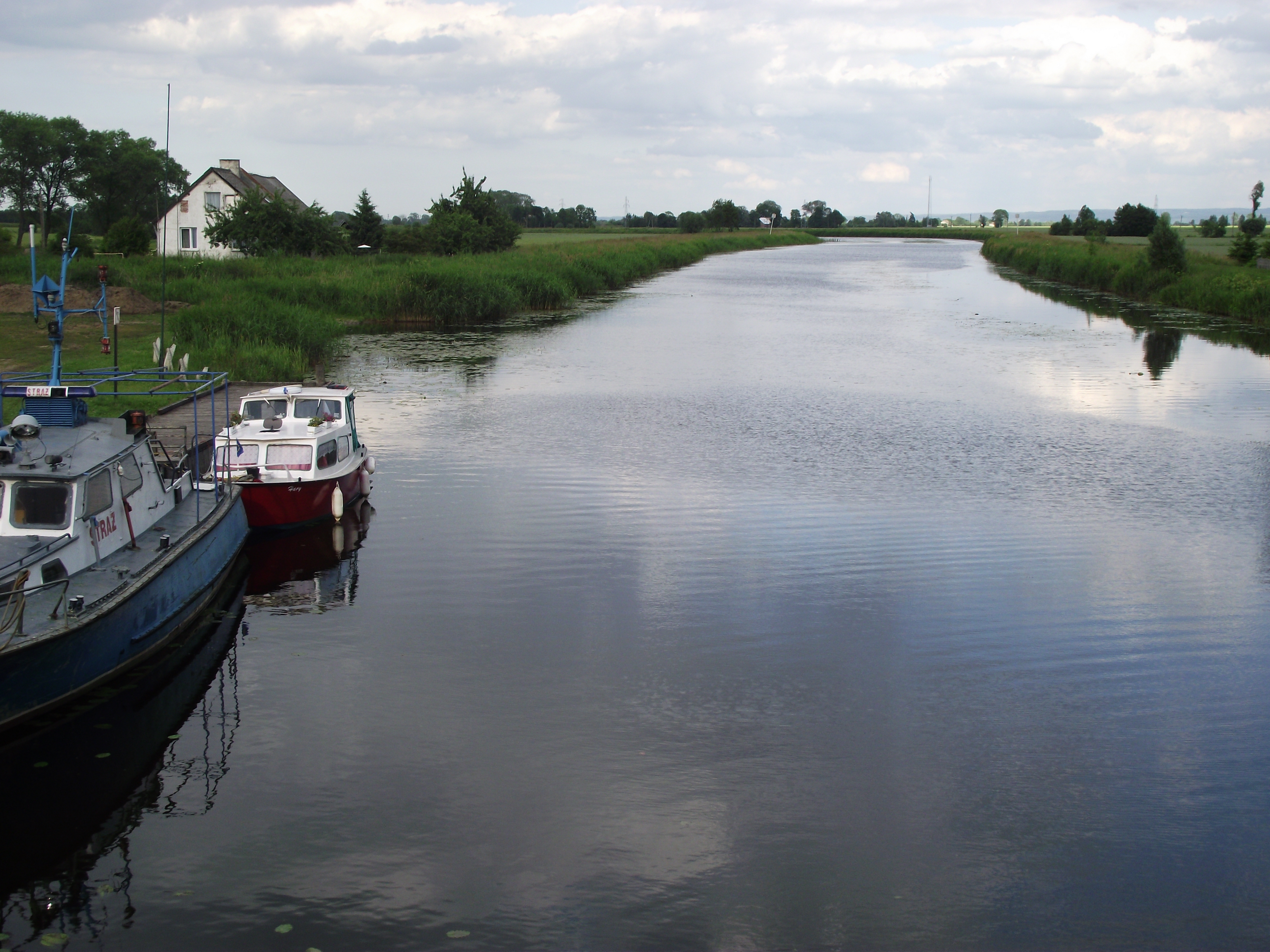
Königsberger Weichsel (2012)
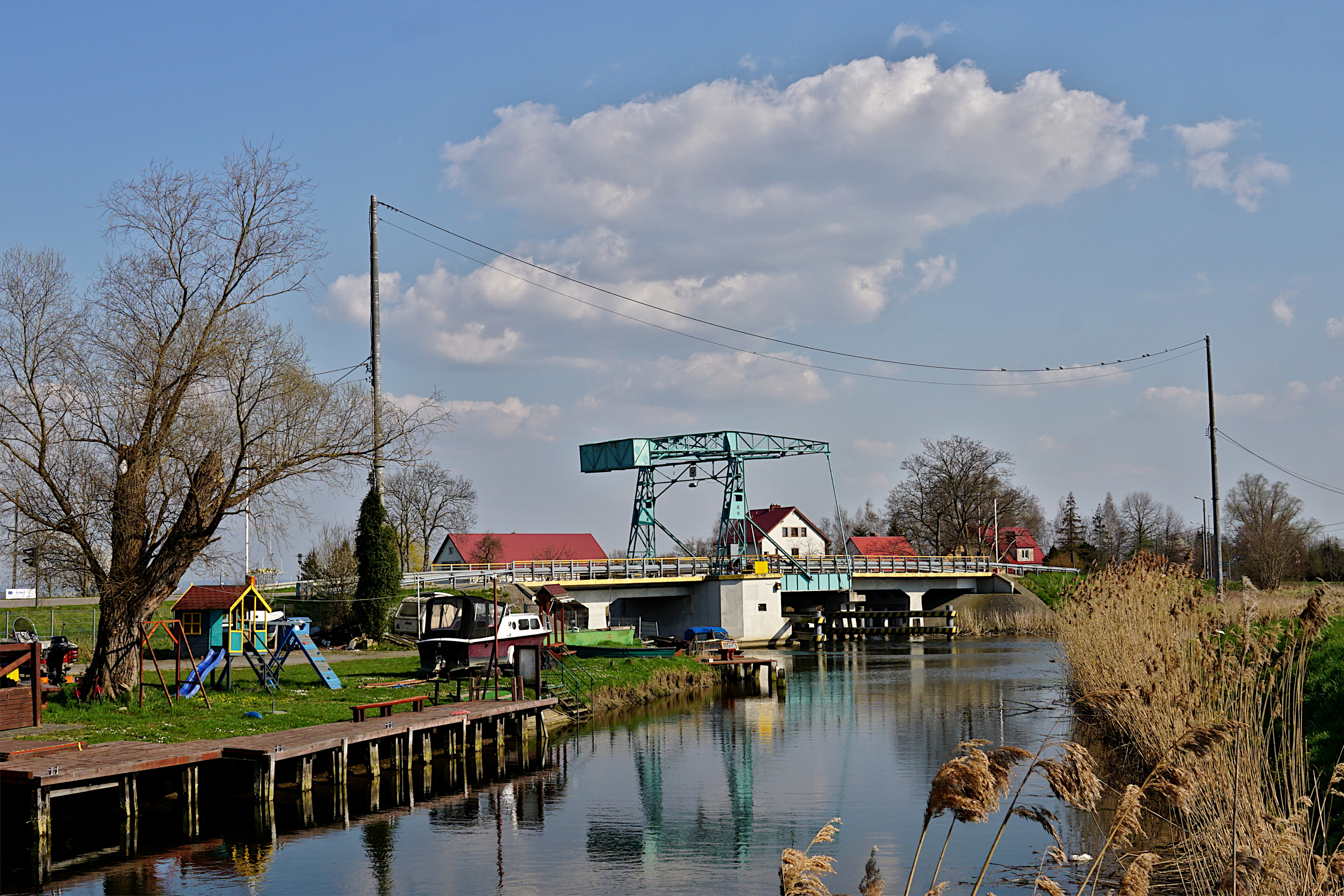
Brücke über die Königsberger Weichsel (2023)

Im Jahr 1864 gehörten zum Dorf folgende Kämpen:
1. Kobbelkämpe
2. Lichtkämpe
3. Störbudenkämpe
4. Stutthofer Kämpe
5. Mittelhaken
6. Nordershaken
7. Weidenhaken

Ab 1905 verband eine Kleinbahn Stutthof mit Danzig. In den 1930er Jahren wurde eine Zugbrücke über die Königsberger Weichsel eröffnet.
Nach der Machtübernahme Hitlers wurde bereits ab Oktober 1933 eine Parteikaderschule der NSDAP in Stutthof eröffnet. 1934 war die siebte Kompanie der 71. SS-Standarte im Ort stationiert. In der Nachbarschaft des Ortes befand sich das Konzentrationslager Stutthof.
Im Jahr 1945 gehörte das Dorf Stutthof zum Landkreis Danzig im Reichsgau Danzig-Westpreußen des Deutschen Reichs. Stutthof war Sitz des Amtsbezirks Stutthof.
Gegen Ende des Zweiten Weltkriegs wurde die Region im Frühjahr 1945 von der Roten Armee besetzt. In der Folgezeit wurde Stutthof zusammen mit ganz Westpreußen und der südlichen Hälfte Ostpreußens seitens der Sowjetunion der Volksrepublik Polen zur Verwaltung überlassen. Danach begann die Zuwanderung von Polen, die die einheimischen Dorfbewohner aus ihren Häusern und Gehöften drängten. Das Dorf Stutthof wurde unter der polonisierten Ortsbezeichnung ‚Sztutowo‘ verwaltet. In der Folgezeit wurde die einheimische Bevölkerung von der polnischen Administration aus Stutthof und dem Kreisgebiet vertrieben.

## Demographie
| Jahr | Einwohner | Anmerkungen |
| ---- | --------- | --- |
| 1818 | 1294      | davon 1209 im erbemphyteutisches Dorf (1193 Lutheraner, zwölf Katholiken, vier Mennoniten, 158 Feuerstellen (Haushaltungen)) und 85 im Kämmerei-Vorwerk (83 Lutherander, ein Katholik, ein Mennonit, sechs Feuerstellen);                                                                                                |
| 1837 | 1704      | auf 89 Hufen |
| 1852 | 2347      | davon 2270 im Dorf und 77 im Vorwerk |
| 1864 | 2274      | am 3. Dezember, davon 2236 im Gemeindebezirk und 38 im Gutsbezirk |
| 1867 | 2309      | am 3. Dezember, davon 2273 im Gemeindebezirk und 36 im adligen Vorwerk |
| 1871 | 2273      | am 1. Dezember, davon 2241 im Gemeindebezirk (2197 Evangelische, 38 Katholiken, fünf sonstige Christen, ein Jude) und 31 im adligen Vorwerk (22 Evangelische, neun sonstige christen) |
| 1910 | 2387      | am 1. Dezember, davon 2347 in der Landgemeinde (2346 mit deutscher Muttersprache, 2233 Evangelische, 77 Katholiken, 34 sonstige Christen, zwei Juden, eine Person mit einer anderen Muttersprache) und 40 im Gutsbezirk (sämtlich mit deutscher Muttersprache, 29 Evangelische, zwei Katholiken, neun sonstige Christen) |